# Krajná Porúbka
Krajná Porúbka este o comună slovacă, aflată în districtul Svidník din regiunea Prešov. Localitatea se află la altitudinea de 420 m deasupra n.m., se întinde pe o suprafață de 3,73 km2 și în 2017 număra 45 de locuitori.

## Istoric
Localitatea Krajná Porúbka este atestată documentar din 1582.

## Demografie
| An:                | 1994 | 2004   | 2014   | 2024    |
| ------------------ | ---- | ------ | ------ | ------- |
| Număr de persoane: | 61   | 56     | 52     | 34      |
| Diferență:         |      | −8,19% | −7,14% | −34,61% |

| An:                | 2023 | 2024   |
| ------------------ | ---- | ------ |
| Număr de persoane: | 33   | 34     |
| Diferență:         |      | +3,03% |